# 3D Realms
3D Realms is een ontwikkelaar en uitgever van computerspellen. Het bedrijf staat vooral bekend voor de Duke Nukem-serie. Verder staan ze bekend als uitgever van andere games, zoals Max Payne en Prey.

## Geschiedenis
Apogee Software startte in 1987 met de uitgave van het eerste spel genaamd Kingdom of Kroz. Apogee publiceerde daarnaast ook spellen van andere ontwikkelaars. Een van deze ontwikkelaars was id Software, en zij droegen bij aan het succes van Apogee met titels als Commander Keen en Wolfenstein 3D.
De naam 3D Realms werd in 1994 gecreëerd als merknaam. Later richtte het bedrijf zich uitsluitend op 3D-spellen en gebruikte hoofdzakelijk hiervoor deze naam. De merknaam "Apogee" werd eind 1996 afgestoten, en hiervoor kwam "3D Realms Entertainment, Inc." in de plaats.
Het laatste spel uitgebracht door 3D Realms was Prey op 11 juli 2006, nadat het spel elf jaar in ontwikkeling is geweest. Prey werd halverwege de ontwikkeling uitbesteed aan Human Head Studios.
Het spel Duke Nukem Forever zou verder ontwikkeld worden door Gearbox en uitgegeven door 2K Games. Het spel was in april 1997 aangekondigd, en werd uiteindelijk op 10 juni 2011 officieel uitgebracht.
Op 3 maart 2014 kocht het Deense bedrijf SDN Invest van investeerder Mike Nielsen 3D Realms op. Nielsen werd vanaf dat moment de nieuwe CEO van het bedrijf.

## Spellen
Ontwikkeld
- 1992 - Cosmo's Cosmic Adventure
- 1993 - Monster Bash
- 1994 - Rise of the Triad
- 1995 - Terminal Velocity
- 1996 - Duke Nukem 3D
- 1997 - Shadow Warrior
- 2011 - Duke Nukem Forever (gedeeltelijk)

Uitgegeven
- 1996 - Death Rally - Remedy Entertainment
- 1997 - Duke Nukem 3D - Duke it out in D.C. - Sunstorm Interactive/WizardWorks
- 1997 - Duke Nukem 3D - Duke Caribbean: Life's a Beach - Sunstorm Interactive/WizardWorks
- 1997 - Duke Nukem 64 - Eurocom
- 1997 - Duke Nukem: Total Meltdown - Aardvark Software
- 1998 - Duke Nukem: Time to Kill - n-Space Inc.
- 1999 - Duke Nukem: Zero Hour - Eurocom
- 1999 - Duke Nukem (GameBoy Color) - Torus Games
- 2000 - Duke Nukem: Land of the Babes - n-Space Inc.
- 2001 - Max Payne - Remedy Entertainment
- 2003 - Duke Nukem Advance - Torus Games
- 2003 - Duke Nukem: Manhattan Project - ARUSH Entertainment/Sunstorm Interactive
- 2004 - Max Payne 2: The Fall of Max Payne - Remedy Entertainment
- 2004 - Duke Nukem Mobile - Machine Works Northwest/Tapwave
- 2006 - Prey - Human Head Studios